# 竹本小土佐
竹本 小土佐 （たけもと ことさ、明治5年4月23日〈1872年5月29日〉 - 昭和52年〈1977年〉1月1日）は、明治から昭和時代の女義太夫の太夫。本名は本多 つま。

## 経歴
1872年4月23日、愛知県名古屋市生まれ。初め湊太夫につき義太夫を稽古するが、湊大夫が死去したため照吉に学ぶ。10歳の時妻吉と称し、照吉の一座と名古屋富本亭にて興行。竹本土佐太夫の「谷三」を聴き音調の巧みなるに感じて11歳で5代竹本土佐太夫に入門。小土佐を名乗る。師とともに大阪などで出演。1886年東京に移り、上野池之端吹抜亭で真打となり、初代竹本綾之助と人気を争った。
1903年結婚。1921年、病気のため名古屋に帰り静養、のち名古屋、女義界の代表的存在となった。1925年、再度上京。竹本播磨太夫らの正義派(山田派)に参加。女義太夫のスターとして活躍。以後後進の育成に努めた。「傾城阿波鳴門」などを得意とした。104歳で死去。

## エピソード
俳人の高浜虚子が入れあげ、自宅まで訪ねていったという。虚子の小説『俳諧師』に登場する小光のモデルといわれている。小土佐92歳のときの短冊に「其昔思ひ出深き俳諧師」がある。（）